# Борисов (Краснодарский край)
Борисов — хутор в Гулькевичском районе Краснодарского края России. Входит в состав Скобелевского сельского поселения.

## География

### Улицы
- ул. Заречная[4].

## Население
| 2002 | 2010 |
| ---- | ---- |
| 102  | →102 |

По данным переписи 2002 года в национальной структуре населения хутора преобладают русские (98 %).